# Friedrich Ludwig von Hannover

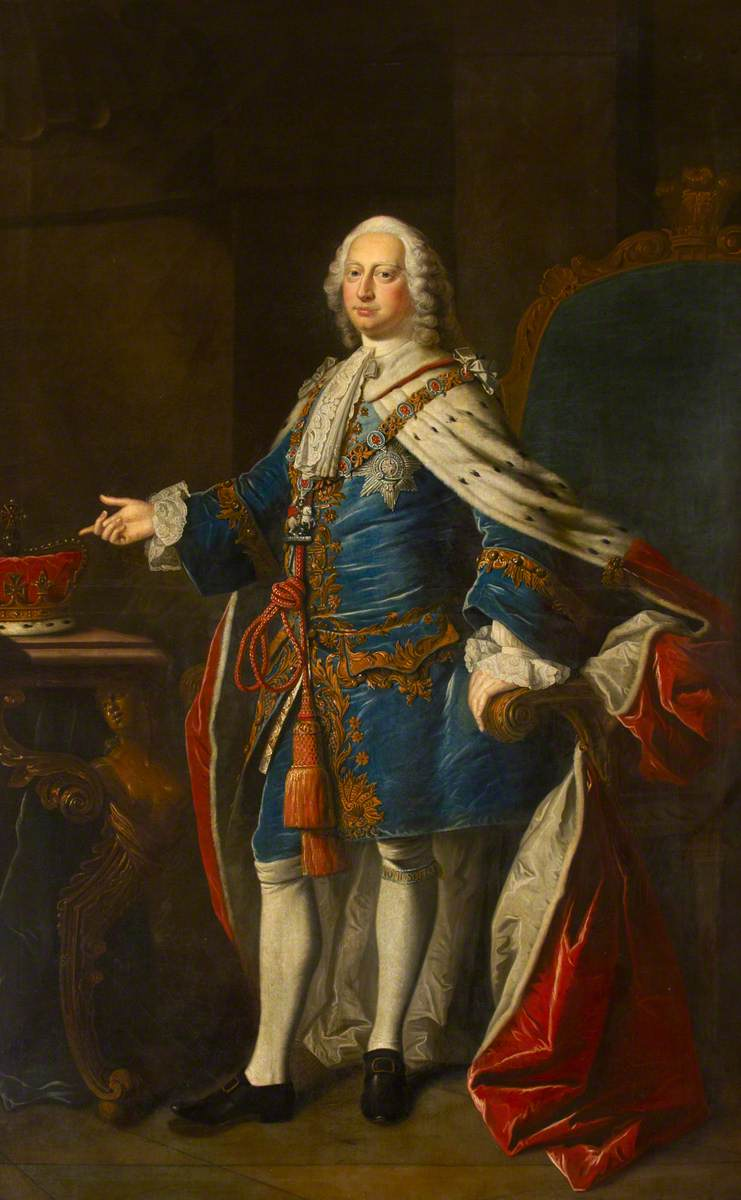
Thomas Hudson: Friedrich Ludwig von Hannover (1750)

Friedrich Ludwig, englisch Frederick Louis oder Frederick Lewis, ab 1729 Prince of Wales (* 31. Januar 1707 in Hannover; † 20. Märzjul. / 31. März 1751greg. in St James’s Palace) war der älteste Sohn König Georgs II. von Großbritannien und von dessen Ehefrau Caroline von Brandenburg-Ansbach. Er war der Vater König Georgs III. aus dem Haus Hannover. In seiner Familie wurde er Fritz genannt.

## Leben

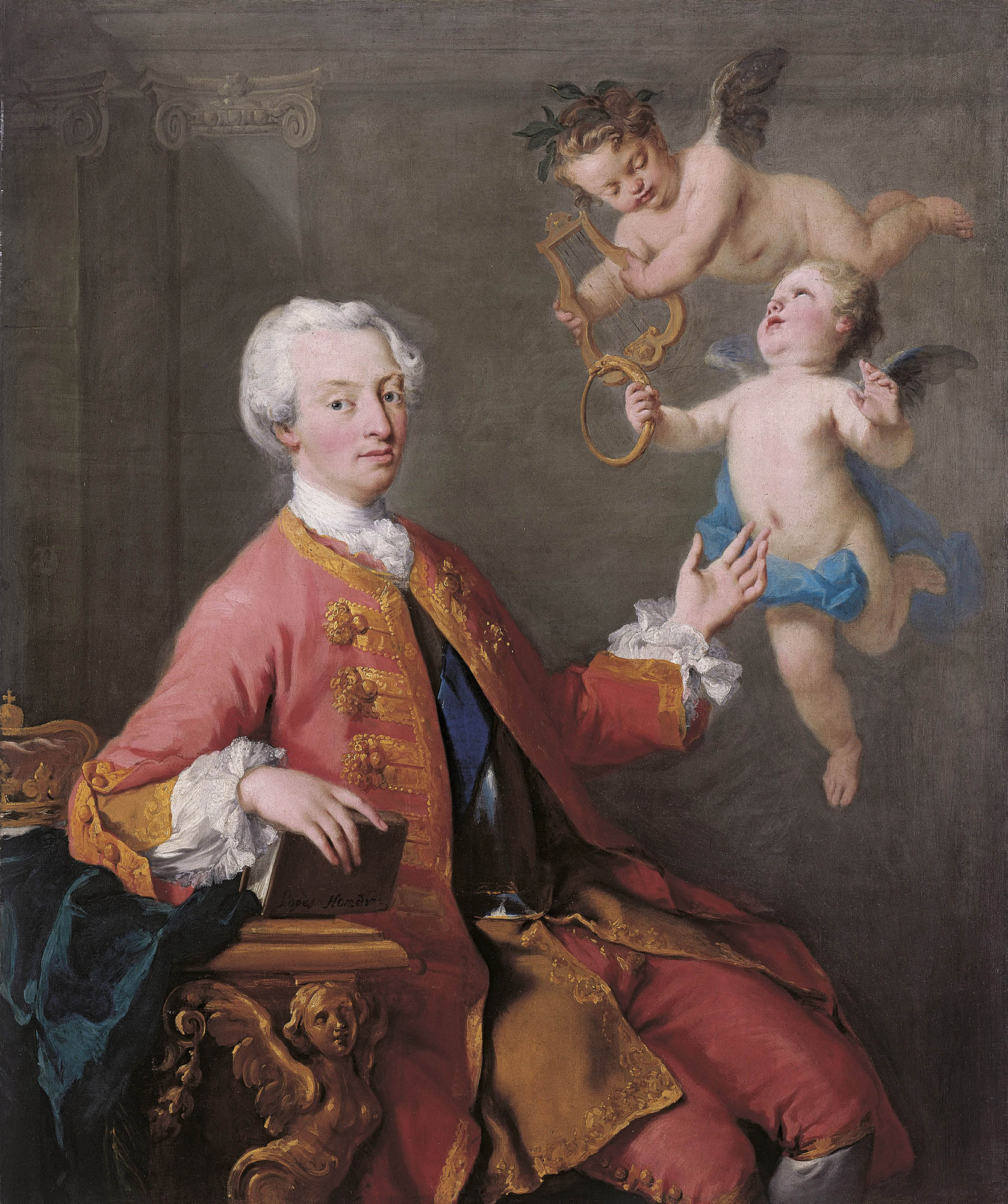
Jacopo Amigoni: Friedrich Ludwig von Hannover, Fürst von Wales (1735)

Wappen von Friedrich Ludwig als Prince of Wales

Friedrich Ludwigs Großvater Georg Ludwig hatte durch seine Thronbesteigung als Georg I. das Haus Hannover begründet, welches von 1714 bis 1901 das Königreich Großbritannien und bis 1837 das Kurfürstentum Braunschweig-Lüneburg (Kurhannover) in Personalunion regierte. Friedrich Ludwigs Eltern zogen ebenfalls nach London. Er selbst blieb unter der Obhut seines Onkels Ernst August II. von Hannover und repräsentierte in der Abwesenheit das Kurfürstentum Hannover.
Am 26. Juli 1726 wurden ihm die erblichen Peerstitel Duke of Edinburgh, Marquess of the Isle of Ely, Earl of Eltham, Viscount of Launceston und Baron Snowdon verliehen.
Als sein Vater 1727 als Georg II. König wurde, rückte Friedrich Ludwig an die erste Stelle der britischen und hannoverschen Thronfolge und erhielt auch die Titel Duke of Cornwall und Duke of Rothesay. 1728 holte ihn sein Vater nach London und ernannte ihn dort am 8. Januar 1729 feierlich zum Fürsten von Wales. In der Folge kam es zwischen ihm und seinen Eltern zu erheblichen Differenzen.
Die gegenseitige Abneigung nahm bis zu Friedrich Ludwigs Tod ständig zu und schädigte den Ruf der ganzen königlichen Familie. Auch in politischen Fragen opponierte der Prinz gegen seinen Vater und dessen Regierung.
In bewusster und gewollter Konkurrenz zu seinen Eltern und ältesten Schwestern, die Georg Friedrich Händels Opernunternehmen unterstützten, gründete Fritz zusammen mit anderen Adligen außerdem die Opera of the Nobility (1733–1737), die sehr aggressiv vorging, fast alle Sänger und Sängerinnen von Händel abwarb und den berühmten Farinelli engagierte, um Händel und die königliche Oper zu vernichten. Am Ende scheiterten beide Unternehmen.
Der Prinz war ab 1717 mit Wilhelmine von Preußen verlobt gewesen. Die Verlobung wurde aber aufgehoben, da beide Väter andere politische Interessen verfolgten. Eine heimliche Ehe mit der reichen Lady Diana Spencer (1710–1735), die angeblich von deren Großmutter Sarah Churchill, Duchess of Marlborough ohne das Wissen des Königs arrangiert worden war und dem verschuldeten Kronprinzen eine Mitgift von 100.000 £ einbringen sollte, wurde vom Premierminister Robert Walpole verhindert. Sie heiratete stattdessen 1731 John Russell, 4. Duke of Bedford.

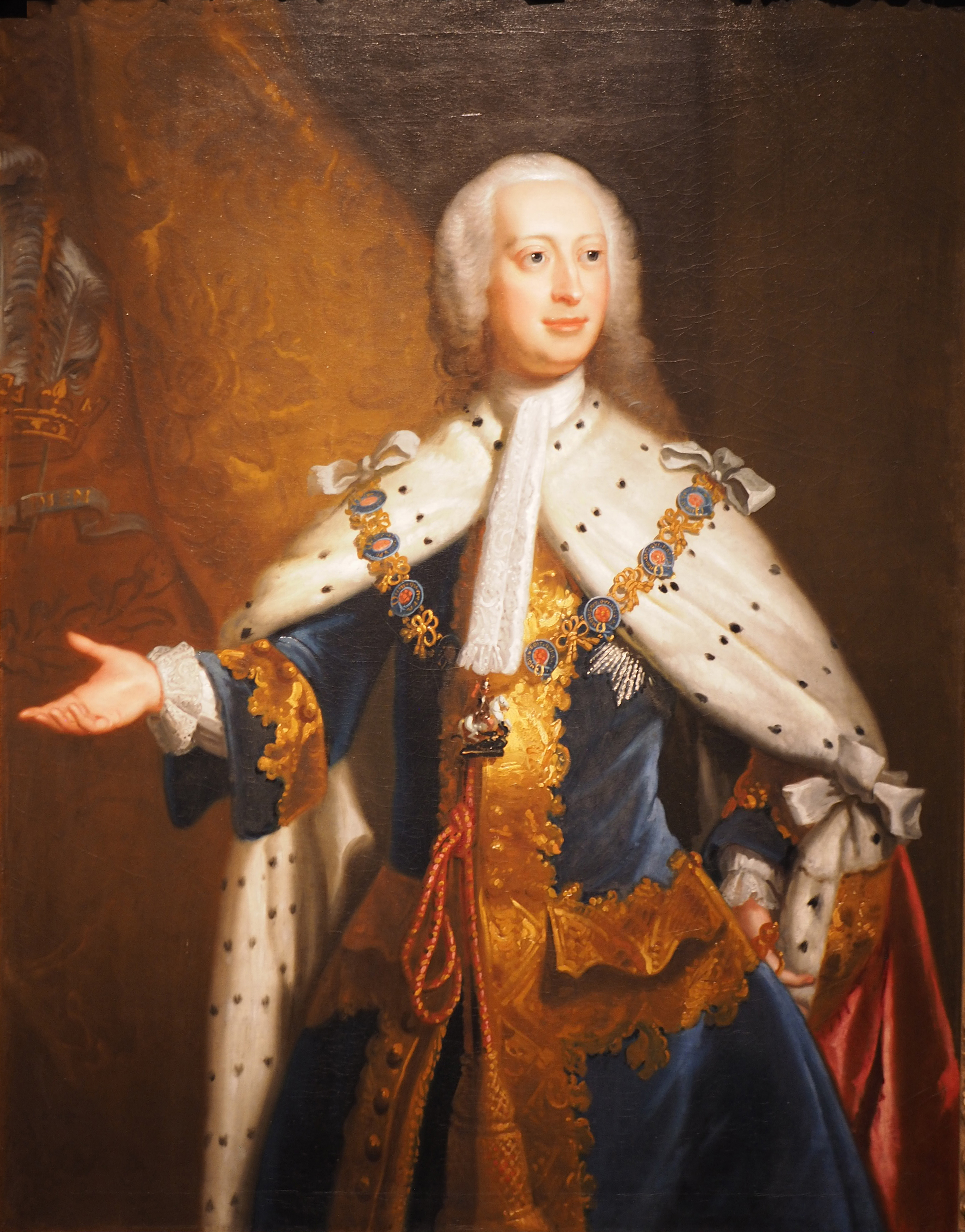
Friedrich Ludwig (ca. 1740)

1736 heiratete Friedrich die 16-jährige Augusta von Sachsen-Gotha-Altenburg. Damit hatte er das Recht auf einen eigenen Hof, über dessen finanzielle Ausstattung es zu einem Streit vor dem Parlament und einem bitteren Zerwürfnis des Prince of Wales mit seinen Eltern kam. König Georg verbot den Leibgardisten schließlich, seinem Sohn zu salutieren. Als Augusta ihr erstes Kind erwartete, brachte Fritz sie kurz vor der Entbindung aus dem Hampton Court Palace zum St James’s Palace, damit seine Eltern nicht, wie es die Tradition vorsah, als Zeugen bei der Geburt anwesend sein konnten. Friedrich Ludwig wurde aus der königlichen Residenz verbannt und bezog das Leicester House, ein privates Stadtpalais am Leicester Square. Meist lebte er mit seiner Familie auf seinem Landsitz in Kew.
Er soll ein vorzüglicher Vater gewesen sein, gutmütig, impulsiv und freigiebig, der es möglichst allen recht machen wollte. Jedes seiner Kinder wurde dazu erzogen, selbst ein kleines Stück Garten zu pflegen sowie sich viel bei Spiel und Sport im Freien aufzuhalten. Er war stolz darauf, der erste „echte“ Brite aus dem Hause Hannover zu sein, und in der Familie musste ausschließlich Englisch gesprochen werden. Durch die Vermittlung von Lukas Schaub und John Carteret, 2. Earl Granville, wurde Johann Kaspar Wettstein im April 1736 der Englischlehrer und Kaplan von Friedrich.
Fritz  war musikalisch und betätigte sich als Kunstmäzen. Er war Kanzler der Universität Dublin. 
Er starb 1751, neun Jahre vor seinem Vater. Die Todesursache ist nicht genau bekannt. In manchen Berichten heißt es, er sei an einer Lungenentzündung verstorben, ausgelöst durch übermäßige Erhitzung bei einem Tennisturnier. Andererseits heißt es, dass er an einem Abszess gestorben sei, welcher sich genau dort befand, wo ihn Wochen zuvor beim Cricket ein Ball getroffen habe.
Thronfolger wurde sein ältester Sohn Georg. In Großbritannien blieb „Prince Frederick“ als Förderer der Künste in Erinnerung. Er wurde in der Henry VII Chapel in Westminster Abbey bestattet.

## Ehe und Nachkommen

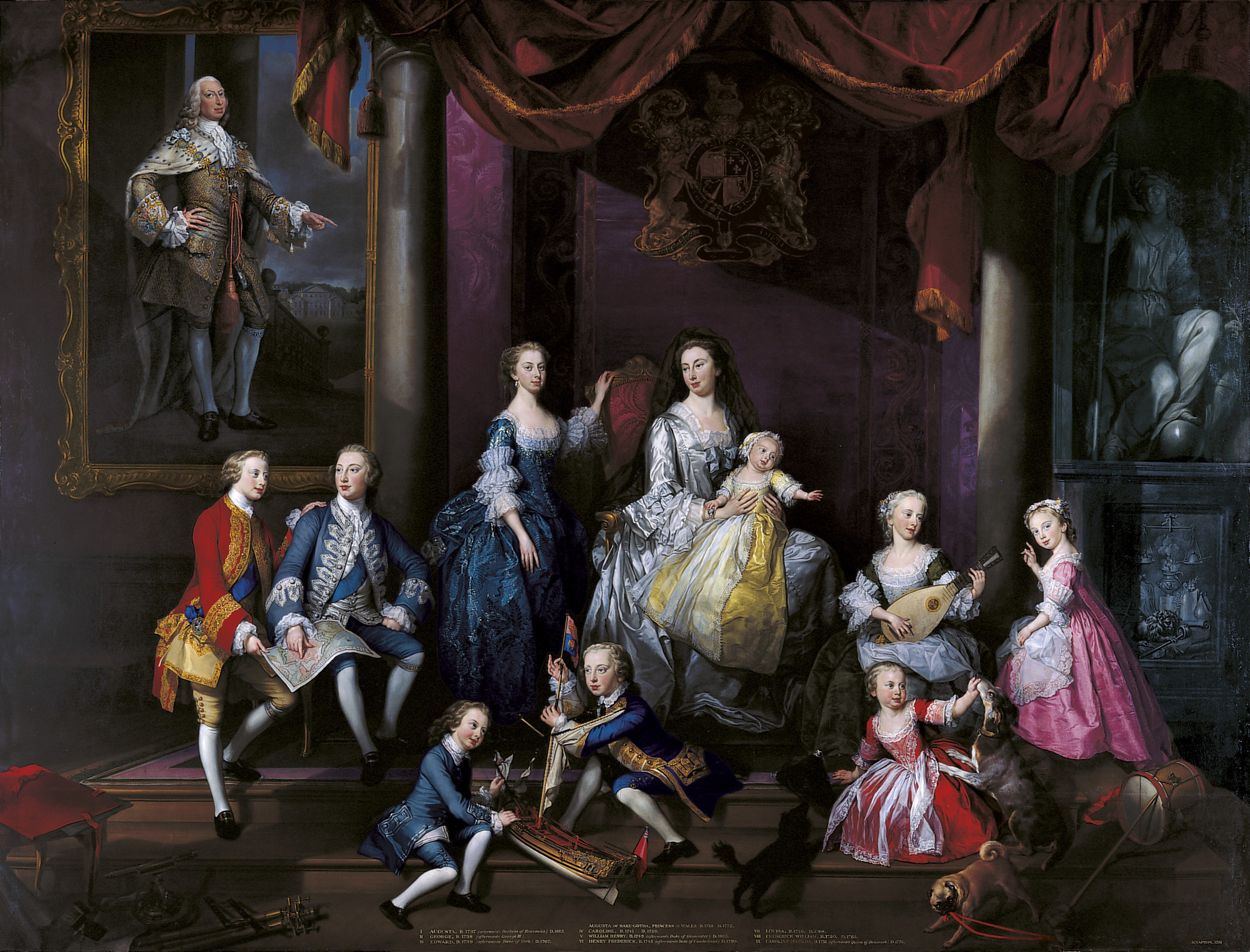
Die Familie von Friedrich Ludwig von Hannover. Auf dem nach seinem Tod angefertigten Bild ist Friedrich Ludwig durch ein Gemälde repräsentiert.

Am 8. Mai 1736 heiratete er Augusta von Sachsen-Gotha (1719–1772). Das Paar hatte folgende Kinder:
- Augusta Frederica Ludovika (* 11. August 1737; † 23. März 1813), ⚭ Herzog Karl Wilhelm Ferdinand von Braunschweig
- Georg III. (* 4. Juni 1738; † 29. Januar 1820), König von Großbritannien und Irland ⚭ Sophie Charlotte von Mecklenburg-Strelitz
- Edward Augustus (* 25. März 1739; † 17. September 1767), Duke of York and Albany
- Elisabeth Caroline (* 10. Januar 1741; † 4. September 1759)
- William Henry (* 25. November 1743; † 25. August 1805), Duke of Gloucester and Edinburgh
- Henry Frederick (* 7. November 1745; † 18. September 1790), Duke of Cumberland and Strathearn
- Louisa Anne (* 19. März 1749; † 13. Mai 1768)
- Friedrich Wilhelm (* 24. Mai 1750; † 29. Dezember 1765)
- Caroline Mathilde (* 22. Juli 1751; † 10. Mai 1775), ⚭ Christian VII., König von Dänemark und Norwegen.

Von seiner Mätresse Anne Vane hatte er den Sohn Fitzfrederick Cornwall Vane (1732–1736).